# ليفربول موسم 2006–07
كان موسم 2006–07 هو الموسم الـ115 في تاريخ نادي ليفربول لكرة القدم وكان عامهم الخامس والأربعين على التوالي في الدوري الممتاز، ويغطي الفترة بين 1 يوليو 2006 إلى 30 يونيو 2007. وبعد أن احتل المركز الثالث في الموسم السابق، تأهل ليفربول إلى الجولة الثالثة من تصفيات دوري أبطال أوروبا.